# ブラッドフォード・オン・エイヴォン
ブラッドフォード・オン・エイヴォン（しばしばブラッドフォード-オン-エイヴォン、英語: Bradford on Avon）はイングランドのウィルトシャーの西部に位置する町である。人口は9,402人（2011年）。
町は運河や歴史的建造物、店、パブ、レストランによって観光客に人気がある。
町の歴史はローマ時代に端を発する。町にイングランドが毛織物業で繁栄した17世紀に建てられた建造物がいくつかある。

## 位置
町の一部分は、エイヴォン渓谷やヴェイルの西縁に区分される丘陵地にまたがっている。バースの南東8マイルに位置し、メンディップ丘陵とソールズベリー平野、コッツウォルズ丘陵に囲まれた丘陵性の田園地帯に位置する。地元の地区からはジュラ紀の石灰石（バースストーン）が産出され、古い建造物の建材となっている。エイヴォン川 (ブリストル)が町を貫通している。

## 歴史
最も古い居住の証拠は、町で見つかったローマ人が入植した際の残存物である。特に、セントローレンススクールの校庭での考古学的発掘によって、保存状態の良いモザイク画をもった、大きなローマ人集落の遺跡が見つかった。町の中心部はエイヴォン川を横切る浅瀬を囲むように発達し、これが町の名前の由来（Broad-Ford）となった。この浅瀬はノルマン人の支配下にあった時代に現在も残る石橋によって補強された。ノルマン人がいた側は上流であり、橋はアーチ型にとがらせられた。新しい側もアーチが彫られた。町の橋と教会はイギリスの一級史跡である。橋は当初、荷馬用であったが、17世紀に西側が作り直されたことで拡張された。 イングランド内戦のさなかの1643年7月2日、町はランズダウンの戦いへ向かう途中に橋を制圧した王党派間の衝突の舞台となった。
橋の上には当初は教会として使われ、のちに町の拘留所として使われた小さな建物がある。建物の頂点についていた風向計は魚のカマツカ（初期のキリスト教のシンボル）の形をしており、それゆえ地元のことわざでは「我々は水の上、魚の下にいる」と言われる。
ウィドゥブロック・グレインジは町の縁にあるジョージ王朝期のマナー・ハウスである。荘園は元々はマンヴァーズ伯爵の私有地にモデル農場として作られたが、現在はホテルとして経営されている。

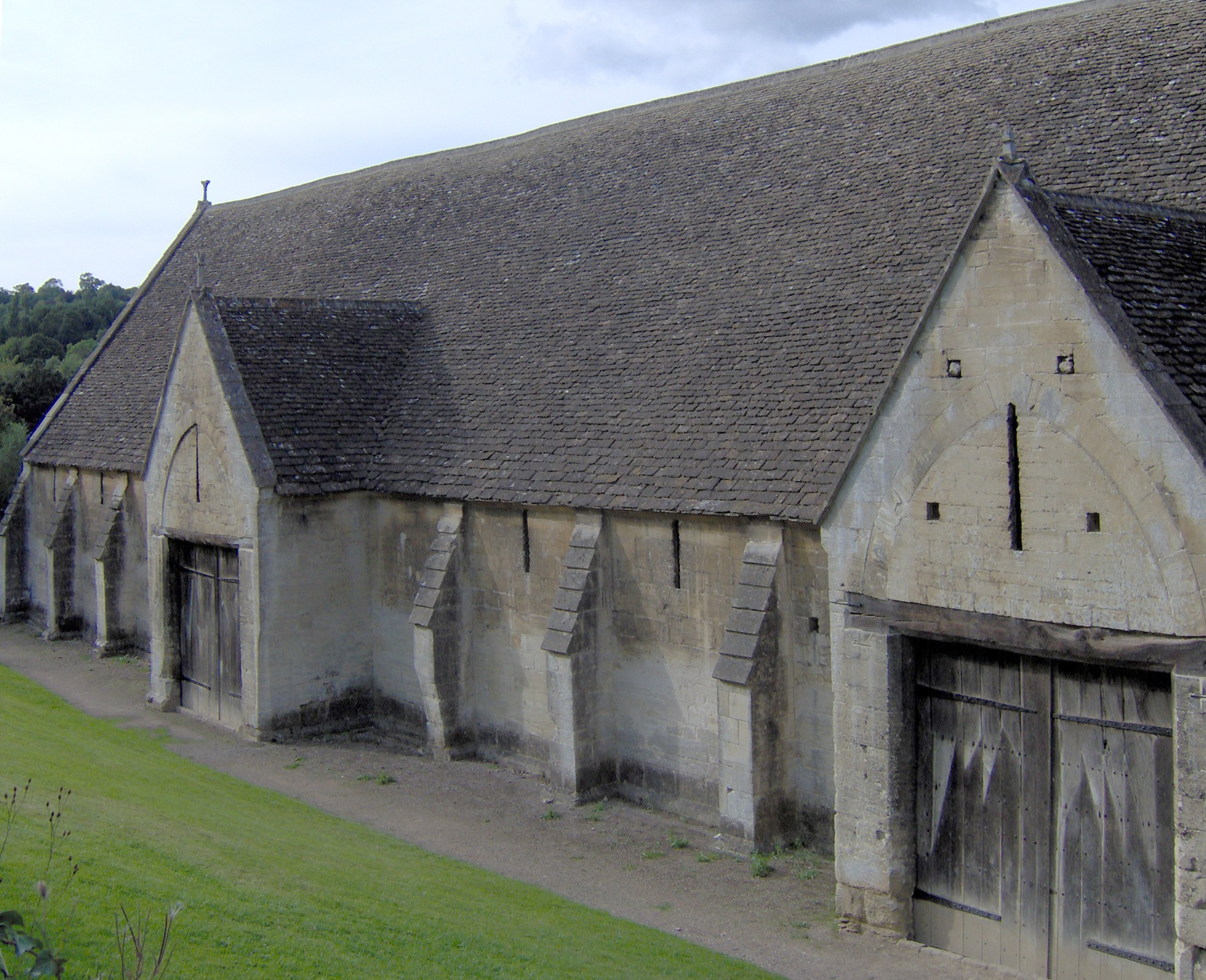
バートンファーム　タイズバーン

河川水を動力源とした毛織物工場が町に富をもたらした。町には地元の織物産業が最も栄えた、17世紀の建造物がある。織工の家の最も良い例は、ニュータウンやミドルランク、トーリーテラスにある。18世紀初め、ダニエル・デフォーはブラッドフォード・オン・エイヴォンを訪れ、「ブラッドフォード・オン・エイヴォンでは1万〜4万ポンド（2007年時点の130〜530万ポンドと等価）で織物仕上げ工を雇うのは全く普通のことだ、という話を聞いた。」と述べた。
産業革命期の織物工業における機械化の進展に伴って、毛織物産業は小さな小屋から、織機の動力として水と蒸気を使えるような、エイヴォン川に近接する場所へ建てられた専用の工場へ中心が移った。ブラッドフォード・オン・エイヴォンにはそのような工場が30ほど建てられ、19世紀後半にイギリス毛織物工業の中心がヨークシャーに移るまで長きにわたって繁栄した。最後の地元の工場が1905年に閉鎖した。多くの工場はそれ以来持ち主がおらず、廃墟となったものもある。
ブラッドフォード・オン・エイヴォンの特筆すべき特徴は14世紀に建てられた、サクソン・タイズ・バーンとして知られる巨大な二級史跡タイズ・バーン(十分の一税倉庫)である。長さ180フィート、幅30フィートあり、バートンファーム地方公園の一部である。その納屋は教会に資金を提供するための税を、品物のかたちで集めておくことに使われていた。
町の中心部や周辺にあるいくつかの建造物は2012年までにリノベーションや再開発の対象に指定された。
1998年にはウィルトシャー音楽センターがブラッドフォード・オン・エイヴォンのセントローレンススクールの敷地内にオープンした。2000年にはミリー記念碑がお披露目された。
2003年8月8日にはブラッドフォード・オン・エイヴォンがフェアトレード・タウンとしての地位を認められた。

## 政治
町には2つの選挙区（北部と南部）がある。2011年の国勢調査ではそれらを合わせた領域と人口が上記の通りである。

## 教会

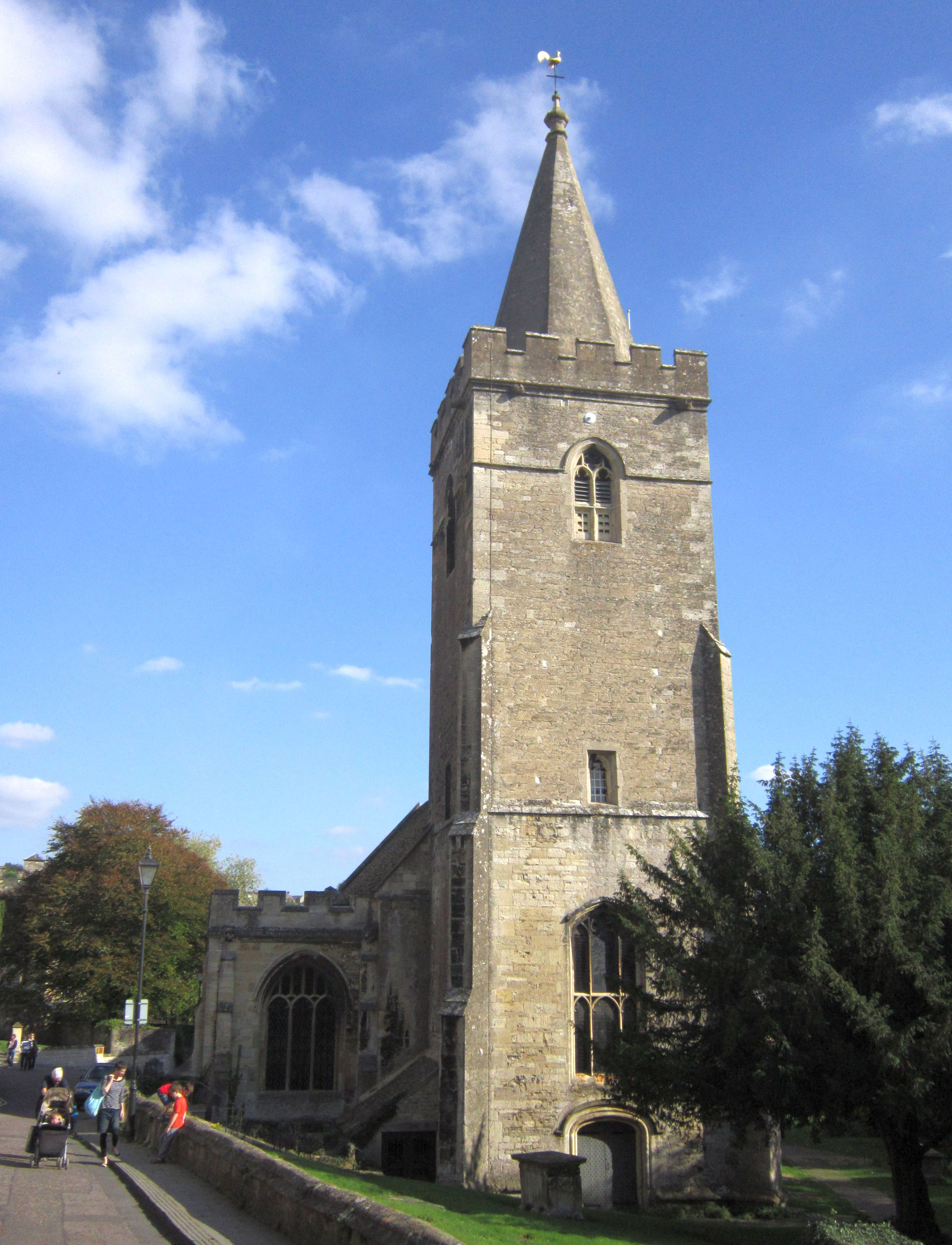
三位一体教会

有名なのは、705年ごろ聖アルドヘルムによって創設されたサクソン教会（セントローレンスに捧げられた）である。ここは一時的に殉職者エドワード殉教王の埋葬地にされた。教会は1856年主教座聖堂参事会員ウィリアム・フランプトンによって再発見されたが、その前は非宗教的な用途に（おそらくは家や学校、工場の一部として）使われていた。考古学に興味があった主教座聖堂参事会員フランプトンの研究では、マームズベリのウィリアムについての記述でその教会のことが言及されている。高い位置に隠れた拱廊を含むいくつかの建物はより後の時代に属し、一方で2012年2月に教会で使用可能なリーフレットは、すべての建物は950年〜1050年のもののほうを選んでいる、と主張している。外側の手の込んだ装飾は扶壁柱、つまり二つの装飾のない蛇腹層でできた幅広いフリーズからできており、その間にはアーケード状の装飾があり、その上部は円形で、短く垂直な壁は台形の柱頭と柱礎をもつアーチ状になっている。一方で東側の切妻壁と隣接した角には垂直な三つの半円筒型の一連の蛇腹の装飾がある。教会の中には内陣と身廊の間の小さなアーチの上の壁の高い位置に飛んでいる天使の彫刻が二つある。右側の彫刻は伝えるところによれば「透明な着衣を着ているように意図されている。…脚の膝から下は透明なローブを通して見えているように描かれている。」これは「奇想」だとして言及されている。
サクソン教会に加えて、町にはイングランド国教会の教会が四つ、イングランド国教会の礼拝堂が一つ、バプテスト教会が二つ、合同教会（メソジスト派と合同改革教会）が一つ、自由非国教会が一つ、コミュニティ教会<が一つ、クエーカー（キリスト友会）の集会所が一つ、カトリック教会が一つある。
もともとの教区教会は川のそばの町の中心部の近くに位置し、聖三位一体に奉献されていた。それはノルマン人に起源をもち、内陣は古い教会の遺跡の上に建てられた可能性がある。いくつかの礼拝堂が北側に建てられ、間にあった壁はのちに取り払われ、その礼拝堂が北通路を形成している。祭壇の近くにあるスキント、つまり祭壇遙拝窓はイングランドで最も長いと主張されている。塔と尖塔は1480年ごろ、古いものと入れ替わるように建てられ、南側の壁は大部分が19世紀に再建された。教会には8個で一組の鐘があり、そのうちテノールのベル（最も重い）は1.5トンの重さがあり、Ｄフラットにチューニングされている。
もう一つのイングランド国教会はクライスト・チャーチとして奉献されており、大部分がヴィクトリア時代につくられたものである。聖トマス・モアに捧げられたカトリック教会が、かつてはタウンホールであった建物の中にある。
町にはオーカナ・トラストの庇護の下、仏教寺院もある。その中には男女それぞれのための僧院の役割を果たす建物や禅堂があった。町には作業場や庭園、図書館もあり、丘の上からは優美な建物が町を見下ろしている。仏教寺院は小乗仏教伝統の仏教思想を実践し、一日中住み込みでも、あるいは特定の時間だけでも祈り、学ぶ機会を提供している。

## 経済

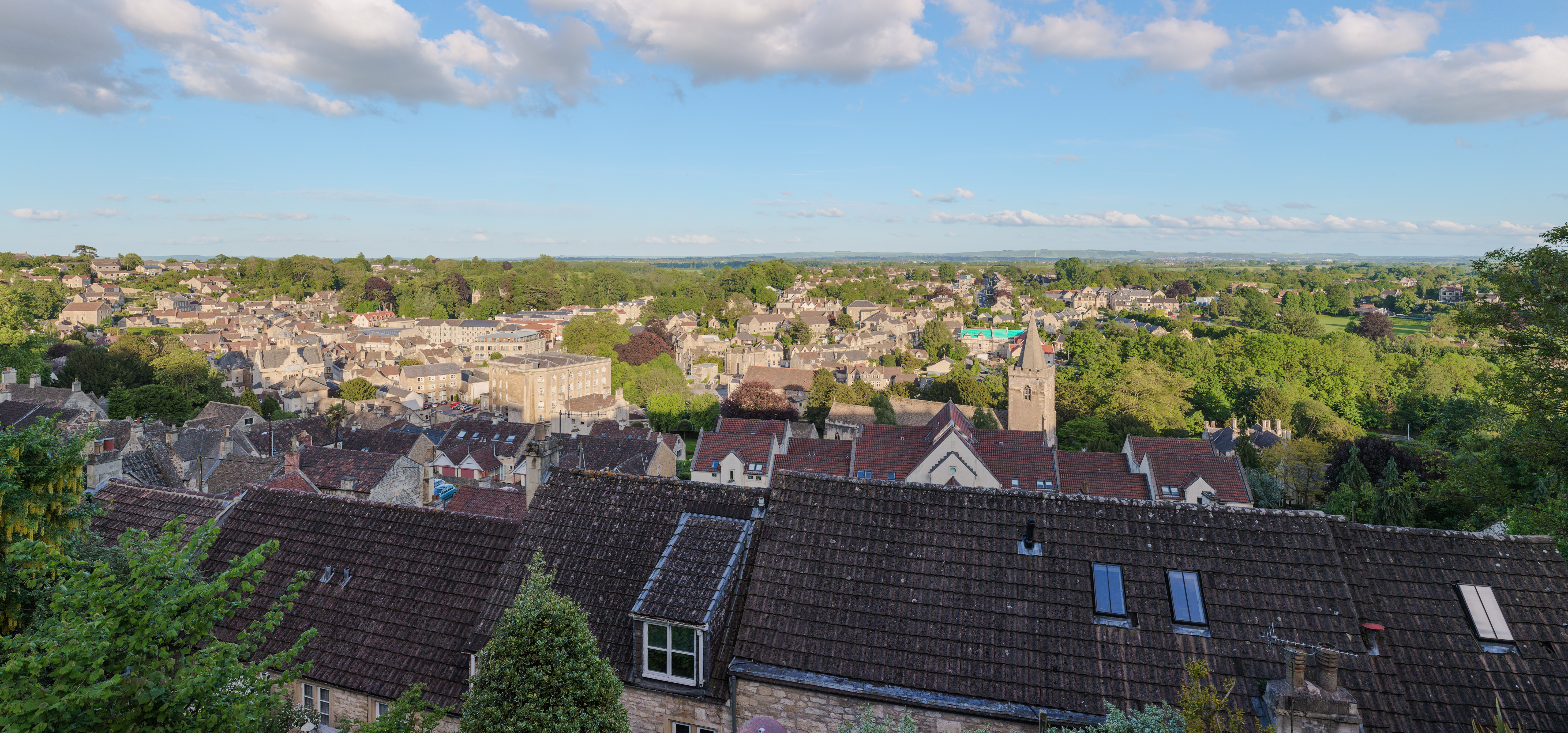
北西からのブラッドフォード・オン・エイヴォンのパノラマ

ブラッドフォード・オン・エイヴォンにはエイヴォン・ラバーの本拠地であり、自動車や他の産業向けにゴムを大規模に生産している。今日では、アレックス・モールトンバイシクルズの本拠地でもある。ほかにもいくつかの小規模な製造業の企業が立地している。
町の主要なビジネスは小売り業や観光業、大部分が家族や通勤者、退職者で構成される町の人口を支える、日々の商業である。
町には中型スーパーのセインズベリーがエルムズクロス産業団地にあり、運河の水門から徒歩二分の位置にある。またコンビニエンスストアが5つある。
地元の消費者たちは1861年にブラッドフォード・オン・エイヴォン共同組合を設立し、1960年代にはそれが全国ビジネスと結びつくためのそのあたりの地域の他の消費者協同組合と結びついた。それ以来消費者協同組合はなくなったが、ブリストルの労働者の協同組合であるビショップストン貿易会社はシルヴァー通りにフェアトレードの衣服店を開いており、インドのタミル・ナードゥ州にあるK・V・クッパムの村を支援している。町の中心には独立した店からなる、ウィーバーズウォークという小さな野外型ショッピングセンターがあり、「倫理的な交易センター」と自称している。

## 交通
自動車
ブラッドフォード・オン・エイヴォンはトローブリッジからバースへ向かうA363の途中にあり、その道が町を南北に貫いている。Ｂ3109がそれを横切っていて、ブラッドフォード・オン・エイヴォンとメルクシャム、フルームをつないでいる。ほかの道はすべて小さく、地元の居住地への交通路を確保している。
鉄道
ブラッドフォード・オン・エイヴォン鉄道駅は、現在のブリストル-ウェイマス鉄道線の途中にある。駅は19世紀中盤にもともとの（企業化する前の）グレートウェスタン鉄道によって建設された。路線の北側はエイヴォンクリフ駅、フレッシュフォード駅を通過し、バースの東側のグレート・ウェスタン鉄道の本線に乗り入れる。鉄道はブリストル・テンプル・ミーズ駅やカーディフに向かって走っている。南側の路線は、トローブリッジのすぐ近くのチップナムから走る小さなメルクシャム支線に乗り入れられている。路線はウェストベリーでロンドン-プリマス線と交わる。列車はウェストベリーからはサウサンプトンやポーツマス、ウェイマス、さらに時にフルームやキャッスルケリーに向かう。
水上
町中を線路と平行して走っているのが、ケネット-エイヴォン運河とブラッドフォード閘門である。鉄道が発達するにつれ、この運河の使用頻度は少なくなったが、のちに修復され1960、70、80年代に完全に機能するよう修復された。運河は、西はバースにあるエイヴォン川から東はレディングにあるテムズ川までをつなげている。

## 自治
最も重要な自治機能（学校、道路、公共設備、緊急対策、レジャーサービス、開発規制、ごみ処理を含む）はウィルトシャー議会によって行われている。
ブラッドフォード・オン・エイヴォンは、保守党議員2人、自由民主党議員10人の計12人からなる、選挙制の議会をもつ地方行政区である。この議会は諮問的、儀式的な役割をにない、この議会の議長がブラッドフォードの市長の座につく。
2010年からブラッドフォード・オン・エイヴォンはチップナムの選挙区の一部分となった。

## 教育
町にはアートスクールであるセントローレンススクールという中等学校が一つある。

## スポーツとレジャー
ブラッドフォード・オン・エイヴォンにはリーグに無所属のブラッドフォードタウンFCというサッカーチームがあり、トローブリッジロードのブラッドフォード・オン・エイヴォン・スポーツ・ソーシャルクラブでプレーしている。またタイズバーンのちかくのパウンドレーンに拠点を置くブラッドフォード・オン・エイヴォン・ローイングクラブもある。クラブはローイングやカヌーイングなどの娯楽を提供している。

## 著名人
- アレクサンダー・エリック・モールトン : BMC・ミニのゴム製サスペンションや小径自転車アレックス・モールトンの開発者。
- ジョン・メシュエンと息子サー・ポール・メシュエン：両者ともに対ポルトガル大使
- ヘンリー・シュラプネル：榴散弾の発明者
- マイルス・キングトン：ジャーナリスト
- シャーロン：デイビーズ：水泳選手・テレビ司会者
- シモン・R・グリーン：SF作家、空想小説作家
- ウィル・カーリング：ラグビー選手
- フィル・デ・グランビル：ラグビー選手
- ジョン・スレイトルム：ラグビー選手
- ヒュー・スカリー：テレビ司会者
- ジョナサン・ニュース：俳優
- ロブ・ニューマン：かつてのサッカー選手、現在のサッカー監督
- ポール・エムズレイ：芸術家
- アンディ・ピアース：かつてのサッカー選手
- スティーヴン・ヴォーク：テレビシリーズ『アフターライフ』や『ダークコーナーズ』の脚本家
- サイモン・ティスデイル：ジャーナリスト
- フィッツロイ・シンプソン：かつてのプロサッカー選手
- エド・マクキーバー：カヌーのオリンピック金メダリスト
- エミリー・ヒルダ・ヤング：小説家

またポップグループのジーザス・ジョーンズとブラックバッドはこの町で結成された。